# Свети Илия (Старо Авли)
Вижте пояснителната страница за други значения на Свети Илия.
„Свети Илия“ (на гръцки: Ιερός Ναός Προφήτου Ηλιού) е възрожденска православна църква в село Старо Авли (Палия Авли), Егейска Македония, Гърция, част от Елевтеруполската епархия на Вселенската патриаршия.
Църквата е построена в 1872 година и е енорийски храм на селото. В архитектурно отношение е трикорабна базилика с правоъгълна форма, притвор от западната и южната страна и дървен покрив. Във вътрешността му е запазен оригинален красив иконостас, образец на местната живописна и пластична традиция. В двора на църквата и зад светилището се намира гробът на поп Янакис Папайоану, викарий в енорията и участник в Гръцката въоръжена пропаганда в Македония. Въпреки напускането на селото през 50-те години, църквата е поддържана. В началото на XXI век е построен и конак и на празника на пророк Илия на 20 юли се провежда събор.